# سلطان‌نشین
سلطان‌نشین (به عربی: سلطنة) یک نوع نظام سلطنتی است که یک سلطان بر آن حکم می‌راند. در طول تاریخ، واژگان سلطنت و سلطان‌نشین با یک معنا در بسیاری از حکومت‌ها به‌کار رفته‌اند؛ اگرچه واژهٔ «سلطنت» از دیرباز کاربرد کلی‌تری داشته است. روی هم رفته، هر کشوری که حاکم آن عنوان رسمی «سلطان» داشته باشد، یک سلطان‌نشین محسوب می‌شود؛ مانند سلطان‌نشین عمان.

## فهرست سلطان‌نشین‌ها
فهرست زیر شامل برخی از حکومت‌ها یا سرزمین‌ها در طول تاریخ است که تمام یا برخی از فرمانروایان آن عنوان رسمی یا لقب «سلطان» داشته‌اند:

### فعلی
- سلطان‌نشین برونئی، تحت حکومت حسن البلقیه
- سلطان‌نشین عمان، تحت حکومت هیثم بن طارق آل سعید
- سلطان‌نشین جوهور و وابستگی‌هایش، تحت حکومت ابراهیم اسکندر
- سلطان‌نشین کداح، تحت حکومت صالح‌الدین بدلی‌شاه
- سلطان‌نشین کلانتان و وابستگی‌هایش، تحت حکومت محمد پنجم کلانتان
- سلطان‌نشین پاهانگ، تحت حکومت عبدالله پاهانگ
- سلطان‌نشین پراک و وابستگی‌هایش، تحت حکومت نظرین شاه
- سلطان‌نشین سلانگور، تحت حکومت شرف‌الدین ادریس شاه
- سلطان‌نشین ترنگانو، تحت حکومت میزان زین‌العابدین

### گذشته
آناتولی، قفقاز و آسیای میانه
- سلجوقیان روم
- امپراتوری عثمانی
- سلطان‌نشین الیسو
- در ایران:
  - امپراتوری غزنوی
  - امپراتوری سلجوقی
  - امپراتوری خوارزمشاهیان

شبه‌جزیره عربستان
- سلطنت قعیطی
- سلطان‌نشین نجد

آفریقا
- در مصر:
  - سلطنت ایوبیان
  - سلطنت ممالیک
  - سلطنت مصر
- در سودان:
  - سلطنت دارفور
  - پادشاهی فنج
  - کردفان
- سلطنت ودای
- سلطنت اجوران
- سلطنت عدل
- سلطنت ایفات
- مراکش

جنوب آسیا
- سلطان‌نشین بهمنی
- سلطان‌نشین‌های دکن:
  - عمادشاهیان
  - برید شاهیان
  - عادل‌شاهیان
  - قطب‌شاهیان
  - نظام‌شاهیان
- سلطان‌نشین دهلی
- شاهی بنگاله
- سلطان‌نشین گجرات
- سلطان‌نشین جونپور
- سلطان‌نشین کاندش
- سلطان‌نشین مالوا
- پادشاهی میسور
- سلطان‌نشین کشمیر
- سلطان‌نشین مالدیو

شرق و جنوب شرق آسیا
در اندونزی (هند شرقی هلند سابق):
- در کالیمانتان
  - رجویا کویتی کارتنگرا
  - سلطان‌نشین پونتیاناک
  - سامباس
- در جاوه:
  - بانتن
  - دماک
  - ماتارام
  - یوگیاکارتا
  - سوراکارتا
  - جاکارتا
- در سوماترا:
  - سلطان‌نشین آچه
  - پالم‌بانگ
  - سلطان‌نشین سامودرا پاسای
- در شبه‌جزیره مالزی:
  - پرلیس
  - سلطان‌نشین ملاکا
- سلطان‌نشین سولو
- پادشاهی پاتانی